# Rudolf Schröder (Schauspieler)
Rudolf Schröder (* 8. Mai 1885 in Hamburg; † 25. Oktober 1960 in Dresden) war ein deutscher Schauspieler und Regisseur.

## Leben und Wirken
Nach dem Schulabschluss schlug Schröder eine Schauspielausbildung ein und stand 1908 in Bremerhaven erstmals öffentlich auf der Bühne. 1914 wechselte er nach Dresden, wo seine Ernennung zum Königlich Sächsischen Hofschauspieler erfolgte. Bis 1935 gehörte er zum Ensemble des Dresdner Hof- bzw. Staatstheaters. 
Schröder trat 1930 in die NSDAP ein und wurde Mitglied der Theaterfachgruppe der Partei in Dresden. Nach der Machtergreifung der Nationalsozialisten gehörte er zu den Mitinitiatoren des Theaterskandals gegen den Dirigenten Fritz Busch am 7. März 1933. Der Gaukunstwart der NSDAP im Gau Sachsen, Alexis Posse, übertrug ihm an diesem Tag, nachdem die Hakenkreuzflagge auf dem Schauspielhaus in Dresden gehisst worden war, die Disziplinargewalt über dasselbe. Noch im gleichen Jahr wurde er zum Schauspieldirektor des Sächsischen Staatstheaters Dresden – Schauspielhaus ernannt. Als solcher wirkte er bis zur Schließung 1944.
1935 wurde Schröder Landesleiter der Reichstheaterkammer für den Gau Sachsen.
Nach Ende des Zweiten Weltkrieges verließ Schröder Dresden und ging nach Güstrow an das dortige Stadttheater. Ab 1953 wirkte er in mehreren DEFA-Filmen in Nebenrollen mit, insbesondere unter der Regie von Martin Hellberg, der Anfang der 1930er Jahre mit ihm am Staatsschauspiel Dresden beschäftigt war, in dieser Zeit der KPD angehörte und deshalb 1933 entlassen worden war. 1955 kehrte Schröder als Oberspielleiter des Theaters der Jungen Generation nach Dresden zurück. 1957 setzte er sich mit 72 Jahren zur Ruhe und starb drei Jahre später.

## Inszenierungen als Regisseur (Auswahl)
- 1942: Johannes von Guenther: Der Kreidekreis
- Die Streiche des Scapin.

## Ehrungen
Aus Anlass des 50. Geburtstages von Adolf Hitler wurde er am 20. April 1939 zum Staatsschauspieldirektor ernannt.